# Francisco Vázquez (escritor)
Francisco Vázquez fue un escritor español, vecino de Ciudad Rodrigo (provincia de Salamanca, España) de principios del siglo XVI.
Se le menciona como autor del célebre libro de caballerías Palmerín de Oliva, publicado por primera vez en Salamanca en 1511, y de su continuación Primaleón, según indica la primera edición de esta última obra, publicada también en Salamanca en 1512. Otras fuentes, sin embargo, atribuyen la autoría de Palmerín de Oliva a una "señora Augustobrica" o a Juan Augur de Trasmiera.
Era hijo de Pedro Vázquez y su segunda esposa, Catalina Arias, a  quién alguna fuentes atribuyen la coautoría.